# Rafaił Sinielnikow
Rafaił Dawydowicz Sinielnikow (ros. Рафаил Давыдович Синельников; ur. 25 sierpnia 1896 w Berdiańsku, zm. 21 lutego 1981 w Charkowie) – rosyjski anatom, autor wielokrotnie wznawianego i tłumaczonego na inne języki atlasu anatomii człowieka. W latach 1930–1937 kierował zakładem anatomii Charkowskiego Instytutu Medycznego.

## Wybrane prace
- Атлас анатомии человека. Медгиз, 1952